# Do-can
Do-can é o quarto álbum de estúdio de Masami Okui. Foi lançado em 23 de setembro de 1998 pela King Records e possui 12 faixas.

## Produção
Pela primeira vez, gravações de um álbum de Okui ocorreram em outro continente. Neste caso, em Los Angeles, no The Complex Studios.
Okui novamente trabalhou com a dupla Toshiro Yabuki e Tsutomu Ohira, sendo todas as músicas compostas pelo trio. Pela segunda vez, Okui escreve todas as letras de um álbum.

## Recepção
O álbum ficou três semanas no Oricon Albums Chart, chegando à 12ª posição.
Ao analisar o álbum, O CD Journal destacou a característica pop do mesmo, mas criticou a "atmosfera estranhamente positiva e infantil".

## Faixas
| N.º            | Título                                                            | Letras         | Música              | Arranjo        | Duração |  |
| 1.             | "Makoon 〜1999〜 (Instrumental)"                                  |                | T. Ohira            | T. Ohira       | 2:20    |  |
| 2.             | "-AKA- (L.A. version)" (de Cyber Team in Akihabara)               | M. Okui        | T. Yabuki           | T. Yabuki      | 4:48    |  |
| 3.             | "Kiss in the dark" (de Evil Zone)                                 | M. Okui        | M. Okui             | T. Ohira       | 4:08    |  |
| 4.             | "BIG-3"                                                           | M. Okui        | T. Yabuki           | T. Yabuki      | 4:16    |  |
| 5.             | "Taiyou no Hana (isamix)" (de Cyber Team in Akihabara)            | M. Okui        | M. Okui             | T. Yabuki      | 4:33    |  |
| 6.             | "Shiawasette..."                                                  | M. Okui        | M. Okui             | T. Ohira       | 4:43    |  |
| 7.             | "Eve"                                                             | M. Okui        | M. Okui             | T. Ohira       | 5:09    |  |
| 8.             | "CLIMAX"                                                          | M. Okui        | T. Yabuki           | T. Yabuki      | 5:47    |  |
| 9.             | "Birth (takemix)" (de Cyber Team in Akihabara)                    | M. Okui        | M. Okui e T. Yabuki | T. Yabuki      | 4:24    |  |
| 10.            | "Vitamine 〜Zettai, Sou da.〜"                                    | M. Okui        | T. Yabuki           | T. Yabuki      | 4:06    |  |
| 11.            | "Koishimasho Nebarimasho (daitamix)" (de Cyber Team in Akihabara) | M. Okui        | T. Yabuki           | T. Yabuki      | 4:49    |  |
| 12.            | "Dareka ga Dareka wo"                                             | M. Okui        | M. Okui             | T. Ohira       | 4:43    |  |
| Duração total: | Duração total:                                                    | Duração total: | Duração total:      | Duração total: | 53:46   |  |